# Шиповниковая пестрокрылка
Шиповниковая пестрокрылка (лат. Rhagoletis alternata) — вид двукрылых насекомых из семейства пестрокрылок (Tephritidae). Палеарктика, включая Европу, Сибирь, Дальний Восток, Казахстан, Киргизию, Японию, Китай.
Мелкие мухи (длина — 4,5—6,5 мм). Среднеспинка жёлтая. Повреждает плоды шиповника и, возможно, жимолости.

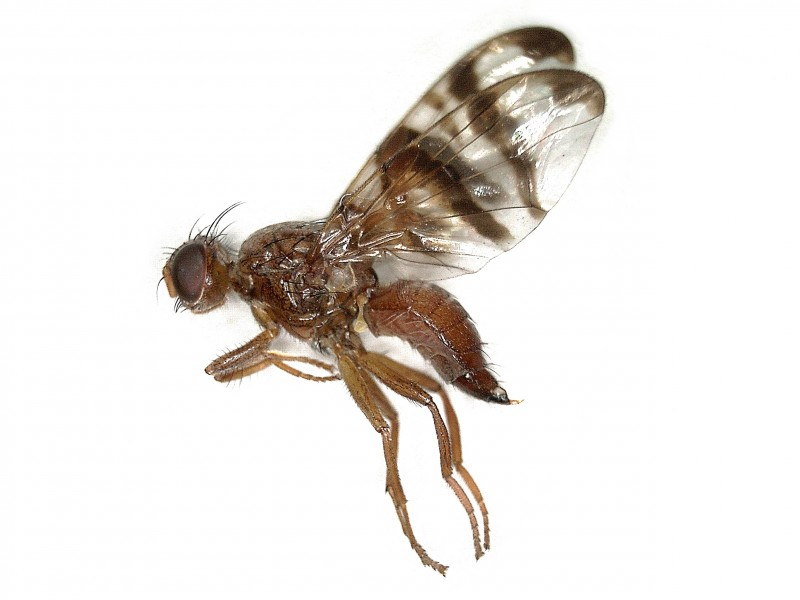
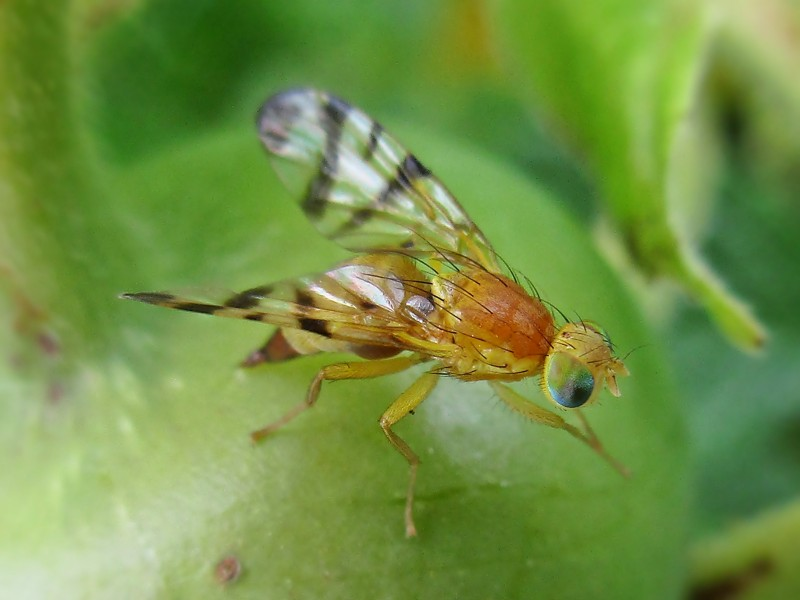